# Колдуны
Колдуны (бел. калдуны́) — блюдо традиционной белорусской, литовской и польской кухонь.
Существуют две разновидности колдунов: белорусско-литовские колдуны из муки, и более позднее блюдо, подобное драникам с мясной начинкой.
Мучные колдуны (в литовской кухне называемые koldūnai) — по сути, мелкие или среднего размера пельмени, которые делаются на воде (по другой теории — на луковом соке), как правило, с добавлением яиц, растительного масла, иногда соды. Тесто должно быть мягким, эластичным, хорошо растягиваться, чтобы его куски можно было легко раскатывать и склеивать. В Беларуси «колдунами» называются картофельные драники с мясной начинкой.
Такие колдуны могут быть и главным блюдом, и десертом, с начинкой из творога, мяса, рыбы, фруктов (вишни, сливы, черники). В зависимости от начинки отличают колдуны «полесские» — с начинкой из отварной рыбы и крутых яиц, «виленские» — с ветчиной и грибами, «русские» — с творогом или отварным картофелем.

## Картофельные колдуны
Колдунами также называется блюдо, похожее на драники, которые начиняют мясным фаршем с луком и яйцом (свининой, говядиной или их смесью примерно в равных частях). Отличительной особенностью картофельных колдунов является то, что из мелко натёртого картофеля удаляется (отжимается) лишняя жидкость и добавляется яйцо, таким образом картофельная масса становится плотной и хорошо сохраняет форму. Сформованные колдуны обжариваются (могут тушиться после обжарки) и подаются со сметаной.